# دبران
دَبَران (آلفا گاو،(فارسی میانه :تشتر(𐭲𐭱𐭲𐭥𐭩𐭱)،Alpha Tauri) درخشان‌ترین ستارهٔ صورت فلکی گاو (ثور) و یکی از درخشان‌ترین ستاره‌های آسمان شب است. این غول سرخ‌رنگ، حدود ۶۵ سال نوری از زمین فاصله دارد و به دلیل رنگ نارنجی-قرمز و موقعیتش در صورت فلکی گاو، به راحتی قابل تشخیص است. دبران در بسیاری از فرهنگ‌ها و اسطوره‌های باستانی، جایگاه ویژه‌ای داشته است و در برخی از آن‌ها به عنوان چشم سرخ گاو خشمگین این صورت فلکی تصور می‌شده است.
نام این ستاره در فارسی و انگلیسی (Aldebaran) از عربی گرفته شده و واژه عربی «الدّبَران» به معنی «دنبال‌آینده» است. بایر آن α Tauri است که به لاتین Alpha Tauri و به اختصار Alpha Tau یا α Tau نوشته می‌شود.
دبران یک ستاره غول‌پیکر است که به پایان عمر خود نزدیک می‌شود. این ستاره در مرحله‌ای است که هیدروژن موجود در هسته‌اش تمام شده و در حال حاضر از هلیوم برای تولید انرژی استفاده می‌کند. در آینده، دبران به یک سحابی سیاره‌ای تبدیل خواهد شد و در نهایت، به یک کوتوله سفید تبدیل خواهد شد.
دبران در رصدهای نجومی آماتوری نیز بسیار محبوب است و به راحتی با چشم غیرمسلح قابل مشاهده است. این ستاره در آسمان شب، در نزدیکی خوشه پروین قرار دارد و می‌توان آن را با دنبال کردن کمربند صورت فلکی شکارچی (جبار) به سمت بالا، پیدا کرد.
درخشندگی دبران از قدر ظاهری ۰٫۷۵ تا ۰٫۹۵ متغیر است و آن را به درخشان‌ترین ستاره در صورت فلکی خود و همچنین (معمولاً) چهاردهمین ستاره درخشان در آسمان شب تبدیل می‌کند. این ستاره در فاصله تقریبی ۶۵ سال نوری از خورشید قرار دارد. دبران در امتداد خط دید به خوشه قلائص قرار گرفته است.
دبران یک غول‌سرخ است، به این معنی که با دمای سطحی ۳۹۰۰ کلوین سردتر از خورشید است، اما شعاع آن حدود ۴۵ برابر شعاع خورشید است، بنابراین بیش از ۴۰۰ برابر درخشان‌تر از خورشید است. به عنوان یک ستاره غول، پس از اتمام ذخیره هیدروژن در هسته خود، از رشته اصلی در نمودار هرتسپرونگ-راسل خارج شده است. این ستاره به آرامی می‌چرخد و ۵۲۰ روز طول می‌کشد تا یک چرخش کامل را انجام دهد. اعتقاد بر این است که دبران میزبان سیاره‌ای به نام دبران بی است که چندین برابر جرم مشتری است. کاوشگر فضایی پایونیر ۱۰ به سمت کلی این ستاره در حال حرکت است و باید در حدود دو میلیون سال دیگر به نزدیک‌ترین فاصله خود از آن برسد.

## نام‌ها
ستاره تشتر که در اوستا از آن نام برده شده را با دبران یکی دانسته‌اند.
دبران نامی عربی و به معنی دنبال‌آینده است. این نامگذاری به این دلیل است که در آسمان شب، دبران در طول چرخش ظاهری کره آسمانی خوشه پروین را «دنبال می‌کند» (یعنی به دنبال آن می‌آید)، بنابراین پس از خوشه پروین طلوع و غروب می‌کند. در واقع، دبران و خوشه پروین در یک راستا قرار ندارند و فاصله زیادی از هم دارند، اما از دید ناظر زمینی، به نظر می‌رسد که دبران در حال تعقیب خوشه پروین است. در عربی به دبران «تابع» (پیرو) و «تویبع» (دنبال‌گری) نیز گفته‌اند.
ابوریحان بیرونی در مورد این ستاره می‌گوید: دبران ستاره‌ای است سرخ و نورانی و از این جهت آن را دبران گویند که بر ثریا پشت کرده و او در چشم جنوبی ثور است و نیز دبران را فنیق می‌گویند و فنیق شتر نر خیلی بزرگ است زیرا اعراب کواکبی را که در حول دبران است قلائص (شتران ماده) گفته‌اند و دبران را نیز تابع‌النجم و تالی‌النجم گویند یعنی پیرو ثریا، زیرا دبران پروین را در طلوع و غروب پیروی می‌کند و دبران را نیز مخدج گفته‌اند.
نام‌های دیگر دبران، بطح و مِجْدَح است.
در متن‌های عربی، ازجمله در کتاب صور الکواکب عبدالرحمان صوفی، ستاره‌شناس ایرانی، شکاف بین پروین و دبران را «الضّیقة» (به معنی تنگه) می‌نامیدند، زیرا بر خلاف خوشه پروین، طلوع دبران را بدشگون می‌دانستند و با آن احساس ناراحتی می‌کردند و می‌گفتند وقتی در هنگام طلوع یا غروب دبران باران می‌بارد، سال خشک خواهد بود. منزل چهارم ماه را نیز دبران می‌گویند.
آلفا توری نام‌گذاری بایر این ستاره است. در سال ۲۰۱۶، اتحادیه بین‌المللی نجوم یک گروه کاری در فهرست ستاره نامگذاری کرده و ستاره مناسب را استاندارد کرد. اکنون در فهرست کاتالوگ نام‌های ستاره IAU وارد شده است.

## رصد

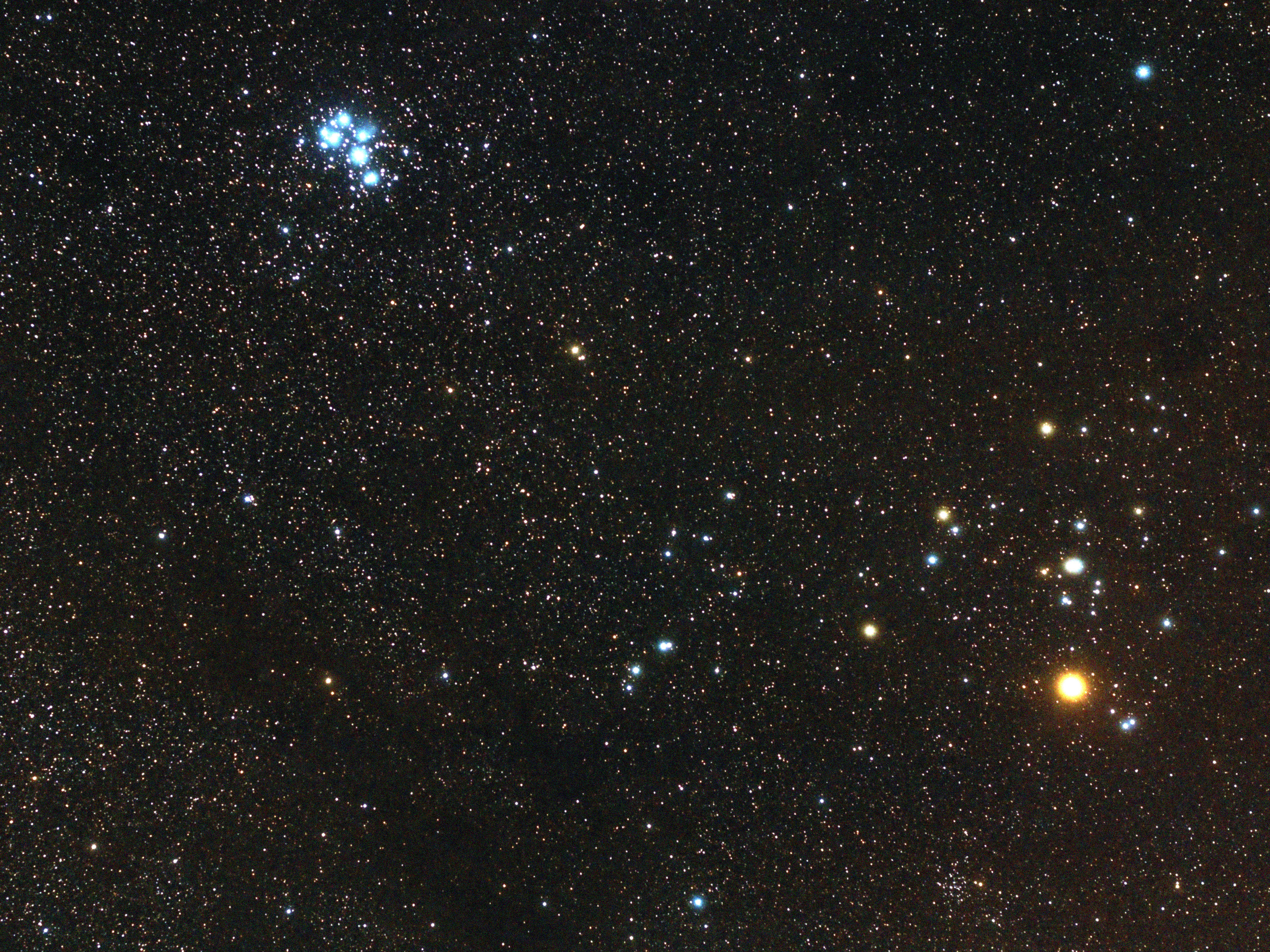
دبران در قلائص

دبران یکی از آسان‌ترین ستاره‌ها برای یافتن در آسمان شب است، که بخشی از آن به دلیل درخشندگی آن و بخشی نیز به دلیل نزدیک بودن به یکی از صورتواره‌های قابل توجه در آسمان است. با دنبال کردن سه ستاره کمربند شکارچی در جهت مخالف ستاره شباهنگ، اولین ستاره درخشانی که با آن مواجه می‌شوید، دبران است. بهترین زمان برای مشاهده آن نیمه شب بین اواخر نوامبر و اوایل دسامبر است.
این ستاره، به‌طور تصادفی، در خط دید بین زمین و خوشه قلائص قرار دارد، بنابراین به نظر می‌رسد درخشان‌ترین عضو این خوشه ستاره‌ای باز باشد، اما خوشه‌ای که صورتواره سر گاو را تشکیل می‌دهد، بیش از دو برابر دورتر، در فاصله حدود ۱۵۰ سال نوری قرار دارد.
دبران ۵٫۴۷ درجه در جنوب دایرةالبروج قرار دارد و بنابراین می‌تواند توسط ماه دچار اختفا شود. چنین اختفایی زمانی رخ می‌دهد که گره صعودی ماه نزدیک به اعتدال پاییزی باشد. یک سری از ۴۹ اختفا از ۲۹ ژانویه ۲۰۱۵ شروع شد و در ۳ سپتامبر ۲۰۱۸ به پایان رسید. هر رویداد از نقاط نیمکره شمالی یا نزدیک به استوا قابل مشاهده بود. افرادی که مثلاً در استرالیا یا آفریقای جنوبی هستند هرگز نمی‌توانند اختفای دبران را مشاهده کنند زیرا این ستاره در جنوب دایرةالبروج قرار دارد. در طول اختفای ۲۲ سپتامبر ۱۹۷۸، تخمین نسبتاً دقیقی برای قطر دبران به دست آمد. در دهه ۲۰۲۰، دبران در حدود ۳۰ می هر سال در مقارنه با خورشید در طول دایرةالبروج قرار دارد.
با قدر −۲٫۱ در باند J فروسرخ نزدیک، تنها ابط‌الجوزا (−۲٫۹)، آر ماهی زرین (−۲٫۶) و ژوبین‌دار (−۲٫۲) در این طول موج درخشان‌تر هستند.

## تاریخچه رصد

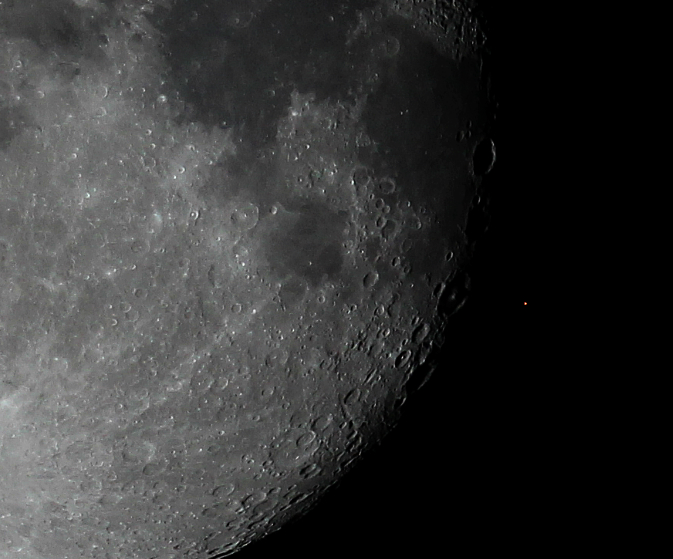
اختفای دبران توسط ماه. دبران نقطه قرمز سمت راست است که به سختی در تصویر کوچک قابل مشاهده است.

در ۱۱ مارس ۵۰۹ میلادی، اختفای دبران توسط ماه در آتن، یونان مشاهده شد. ادموند هالی، ستاره‌شناس انگلیسی، زمان‌بندی این رویداد را مطالعه کرد و در سال ۱۷۱۸ نتیجه گرفت که دبران باید از آن زمان تغییر مکان داده باشد و چند دقیقه قوسی به سمت شمال حرکت کرده باشد. این، همراه با مشاهدات موقعیت‌های متغیر ستارگان شباهنگ و ژوبین‌دار، منجر به کشف حرکت خاص شد. بر اساس مشاهدات امروزی، موقعیت دبران در ۲۰۰۰ سال گذشته ۷ دقیقه قوسی تغییر کرده است. تقریباً یک چهارم قطر ماه کامل. با توجه به تقدیم محوری، ۵۰۰۰ سال پیش اعتدال بهاری نزدیک به دبران بود. بین ۴۲۰۰۰۰ تا ۲۱۰۰۰۰ سال پیش، دبران درخشان‌ترین ستاره در آسمان شب بود، و در ۳۲۰۰۰۰ سال پیش با قدر ظاهری ۱٫۵۴- به اوج درخشندگی خود رسید.
ویلیام هرشل، ستاره‌شناس انگلیسی، در سال ۱۷۸۲ یک همدم کم‌نور برای دبران کشف کرد. یک ستاره با قدر ظاهری ۱۱ در فاصله زاویه‌ای ۱۱۷ ثانیه قوسی. در سال ۱۸۸۸، S. W. Burnham نشان داد که این ستاره خود یک ستاره دوتایی نزدیک است و یک همدم دیگر با قدر ۱۴ را در فاصله زاویه‌ای ۳۱ ثانیه قوسی کشف کرد. اندازه‌گیری‌های بعدی حرکت خاص نشان داد که همدم هرشل از دبران دور می‌شود و بنابراین آن‌ها از نظر فیزیکی به هم متصل نبودند. با این حال، همدم کشف شده توسط برنهام تقریباً دقیقاً همان حرکت خاص دبران را داشت، که نشان می‌دهد این دو یک سامانه ستاره دوتایی گسترده را تشکیل می‌دهند.
ویلیام هاگینز در سال ۱۸۶۴ در رصدخانه خصوصی خود در تالس هیل، انگلستان، اولین مطالعات را بر روی طیف دبران انجام داد، جایی که توانست خطوط نه عنصر از جمله آهن، سدیم، کلسیم و منیزیم را شناسایی کند. در سال ۱۸۸۶، ادوارد چارلز پیکرینگ در رصدخانه کالج هاروارد از یک صفحه عکاسی برای ثبت پنجاه خط جذب در طیف دبران استفاده کرد. این بخشی از کاتالوگ هنری دراپر شد که در سال ۱۸۹۰ منتشر شد. تا سال ۱۸۸۷، تکنیک عکاسی به حدی پیشرفت کرده بود که می‌توان سرعت شعاعی یک ستاره را از میزان اثر دوپلر در طیف اندازه‌گیری کرد. به این ترتیب، سرعت دور شدن دبران با استفاده از اندازه‌گیری‌های انجام شده در رصدخانه پوتسدام توسط هرمان کارل فوگل و دستیارش ژولیوس شاینر، ۳۰ مایل در ثانیه (۴۸ کیلومتر در ثانیه) تخمین زده شد.
در سال ۱۹۲۱، دبران با استفاده از یک تداخل‌سنج متصل به تلسکوپ هوکر در رصدخانه کوه ویلسون مشاهده شد تا قطر زاویه‌ای آن اندازه‌گیری شود، اما در این مشاهدات تفکیک نشد.
تاریخچه گسترده مشاهدات دبران منجر به گنجانده شدن آن در فهرست ۳۳ ستاره انتخاب شده به عنوان معیار برای مأموریت گایا برای کالیبره کردن پارامترهای ستاره‌ای مشتق شده شد. قبلاً برای کالیبره کردن ابزارهای تلسکوپ فضایی هابل استفاده شده بود.
ویلیام هرشل، ستاره‌شناس انگلیسی، در سال ۱۷۸۲ یک همدم کم‌نور برای دبران کشف کرد. یک ستاره با قدر ظاهری ۱۱ در فاصله زاویه‌ای ۱۱۷ ثانیه قوسی. در سال ۱۸۸۸، S. W. Burnham نشان داد که این ستاره خود یک ستاره دوتایی نزدیک است و یک همدم دیگر با قدر ۱۴ را در فاصله زاویه‌ای ۳۱ ثانیه قوسی کشف کرد. اندازه‌گیری‌های بعدی حرکت خاص نشان داد که همدم هرشل از دبران دور می‌شود و بنابراین آن‌ها از نظر فیزیکی به هم متصل نبودند. با این حال، همدم کشف شده توسط برنهام تقریباً دقیقاً همان حرکت خاص دبران را داشت، که نشان می‌دهد این دو یک سیستم ستاره دوتایی گسترده را تشکیل می‌دهند.
ویلیام هاگینز در سال ۱۸۶۴ در رصدخانه خصوصی خود در تالس هیل، انگلستان، اولین مطالعات را بر روی طیف دبران انجام داد، جایی که توانست خطوط نه عنصر از جمله آهن، سدیم، کلسیم و منیزیم را شناسایی کند. در سال ۱۸۸۶، ادوارد چارلز پیکرینگ در رصدخانه کالج هاروارد از یک صفحه عکاسی برای ثبت پنجاه خط جذب در طیف دبران استفاده کرد. این بخشی از کاتالوگ هنری دراپر شد که در سال ۱۸۹۰ منتشر شد. تا سال ۱۸۸۷، تکنیک عکاسی به حدی پیشرفت کرده بود که می‌توان سرعت شعاعی یک ستاره را از میزان اثر دوپلر در طیف اندازه‌گیری کرد. به این ترتیب، سرعت دور شدن دبران با استفاده از اندازه‌گیری‌های انجام شده در رصدخانه پوتسدام توسط هرمان کارل فوگل و دستیارش ژولیوس شاینر، ۳۰ مایل در ثانیه (۴۸ کیلومتر در ثانیه) تخمین زده شد.
در سال ۱۹۲۱، دبران با استفاده از یک تداخل‌سنج متصل به تلسکوپ هوکر در رصدخانه کوه ویلسون مشاهده شد تا قطر زاویه‌ای آن اندازه‌گیری شود، اما در این مشاهدات تفکیک نشد.
تاریخچه گسترده مشاهدات دبران منجر به گنجانده شدن آن در فهرست ۳۳ ستاره انتخاب شده به عنوان معیار برای مأموریت گایا برای کالیبره کردن پارامترهای ستاره‌ای مشتق شده شد. قبلاً برای کالیبره کردن ابزارهای تلسکوپ فضایی هابل استفاده شده بود.

## ویژگی‌های فیزیکی

اندازه ستاره دبران در مقایسه با خورشید

دبران به عنوان استاندارد طیفی برای ستارگان نوع K5+ III فهرست شده است. طیف آن نشان می‌دهد که یک ستاره غول است که پس از اتمام هیدروژن در هسته خود، از نوار رشته اصلی نمودار هرتسپرونگ-راسل خارج شده است. فروپاشی مرکز ستاره به یک هسته هلیومی منحط، باعث شعله‌ور شدن پوسته‌ای از هیدروژن در خارج از هسته شده است و دبران اکنون در شاخه غول‌های سرخ (RGB) قرار دارد.
دمای مؤثر نورسپهر دبران ۳۹۱۰ کلوین است. این ستاره دارای گرانش سطحی 1.59 cgs است که برای یک ستاره غول معمولی است، اما حدود ۲۵ برابر کمتر از زمین و ۷۰۰ برابر کمتر از خورشید است. فلزینگی آن حدود ۳۰ درصد کمتر از خورشید است.
اندازه‌گیری‌های ماهواره هیپارکوس و سایر منابع، دبران را در فاصله حدود ۶۵٫۳ سال نوری (۲۰٫۰ پارسک) قرار می‌دهد.[۱۰] اخترلرزه‌شناسی مشخص کرده است که حدود ۱۶ درصد پرجرم‌تر از خورشید است،[۱۱] اما به دلیل شعاع گسترش یافته، ۵۱۸ برابر درخشان‌تر از خورشید می‌درخشد. قطر زاویه‌ای دبران بارها اندازه‌گیری شده است. مقداری که به عنوان بخشی از کالیبراسیون معیار گایا در نظر گرفته شده است، ۲۰٫۵۸۰±0.030 mas است. این قطر ۴۴ برابر قطر خورشید، تقریباً ۶۱ میلیون کیلومتر است.
دبران یک ستاره متغیر نامنظم آهسته است که به نوع LB اختصاص داده شده است. کاتالوگ عمومی ستارگان متغیر، تغییرات بین قدر ظاهری ۰٫۷۵ و ۰٫۹۵ را از گزارش‌های تاریخی نشان می‌دهد. مطالعات مدرن دامنه کوچکتری را نشان می‌دهند و برخی تقریباً هیچ تغییری را نشان نمی‌دهند.[۳۸] نورسنجی هیپارکوس دامنه‌ای تنها حدود ۰٫۰۲ قدر و یک دوره ممکن در حدود ۱۸ روز را نشان می‌دهد. نورسنجی زمینی فشرده، تغییراتی تا ۰٫۰۳ قدر و یک دوره ممکن در حدود ۹۱ روز را نشان داد. تجزیه و تحلیل مشاهدات در یک دوره بسیار طولانی‌تر، هنوز هم دامنه کلی را احتمالاً کمتر از ۰٫۱ قدر می‌داند و این تغییر نامنظم در نظر گرفته می‌شود.
نورسپهر فراوانی کربن، اکسیژن و نیتروژن را نشان می‌دهد که نشان می‌دهد این غول اولین مرحله لایروبی خود را پشت سر گذاشته است - یک گام عادی در تکامل ستارگان به یک غول سرخ که طی آن مواد از اعماق ستاره توسط همرفت به سطح آورده می‌شود. دبران با چرخش آهسته خود، فاقد دینام مورد نیاز برای تولید تاج ستاره‌ای است و بنابراین منبع انتشار پرتو ایکس سخت نیست. با این حال، میدان‌های مغناطیسی در مقیاس کوچک ممکن است هنوز در جو پایین‌تر وجود داشته باشند که ناشی از آشفتگی همرفت در نزدیکی سطح است. قدرت اندازه‌گیری شده میدان مغناطیسی در دبران ۰٫۲۲ گاوس (یکا) است. هرگونه انتشار پرتو ایکس نرم ناشی از این منطقه ممکن است توسط فام‌سپهر کاهش یابد، اگرچه انتشار فرابنفش در طیف تشخیص داده شده است. این ستاره در حال حاضر با سرعت ۳۰ کیلومتر بر ثانیه در حال از دست دادن جرم با نرخ (۱–۱٫۶)×۱۰−11 M⊕/yr (حدود یک جرم زمین در ۳۰۰۰۰۰ سال) است. این باد ستاره‌ای ممکن است توسط میدان‌های مغناطیسی ضعیف در جو پایین‌تر تولید شود.
فراتر از فام‌سپهر دبران، یک جو بیرونی مولکولی گسترده (MOLsphere) وجود دارد که دما به اندازه کافی سرد است تا مولکول‌های گاز تشکیل شوند. این منطقه در حدود ۲٫۵ برابر شعاع ستاره قرار دارد و دمای آن حدود ۱۵۰۰ کلوین است. طیف، خطوط کربن مونوکسید، آب و اکسید تیتانیوم را نشان می‌دهد.[۴۱] در خارج از MOLSphere، باد ستاره‌ای به انبساط خود ادامه می‌دهد تا زمانی که به مرز ضربه ختم با محیط میان‌ستاره‌ای داغ و یونیزه شده که بر حباب محلی تسلط دارد، می‌رسد و یک اخترسپهر تقریباً کروی با شعاع حدود 1000 au ایجاد می‌کند که بر روی دبران متمرکز شده است.

## اسطوره‌شناسی

### در فرهنگ قدیم
این ستاره به راحتی قابل مشاهده و چشمگیر در صورتواره خود، موضوع محبوبی برای اسطوره‌های باستانی و امروزی است.
دبران یکی از چهار ستاره شاهی مصریان قدیم بوده است. دبران در میان چینی‌ها با نام "毕宿五" (پنجمین ستاره شبکه) شناخته می‌شد.
فرهنگ مکزیکی: در اساطیر قوم سری در ایالت سونورا در مکزیک، دبران را چراغی می‌پنداشتند که برای هفت زن زائو (خوشه پروین) ایجاد نور می‌کند. برای مردم سری در شمال غربی مکزیک، این ستاره نور را برای هفت زن در حال زایمان (خوشه پروین) فراهم می‌کند. این ستاره سه نام دارد: Hant Caalajc Ipápjö، Queeto و Azoj Yeen oo Caap ('ستاره‌ای که جلوتر می‌رود'). ماه قمری مربوط به اکتبر Queeto yaao 'مسیر دبران' نامیده می‌شود.
فرهنگ بومیان استرالیا: در میان مردم بومی رودخانه کلارنس، در شمال شرقی نیو ساوت ولز، این ستاره جد کارامبال است که همسر مرد دیگری را دزدید. شوهر زن او را ردیابی کرد و درختی را که در آن پنهان شده بود سوزاند. اعتقاد بر این است که او به صورت دود به آسمان برخاست و به ستاره دبران تبدیل شد.
در نجوم هندی به عنوان منزل ماه Rohini شناخته می‌شود. در اساطیر هندو، Rohini یکی از بیست و هفت دختر داکشا و Asikni و همسر مورد علاقه خدای ماه، چاندرا است.
در یونان باستان به آن Λαμπαδίας Lampadias می‌گفتند که به معنای واقعی کلمه «مشعل مانند» یا «مشعل‌دار» است.
در زبان چینی، 毕宿 (Bì Xiù) به معنای «شبکه»، به صورتواره‌ای اشاره دارد که از دبران، اپسیلون گاو، δ3 Tauri، δ1 Tauri، گاما گاو، 71 Tauri و لاندا گاو تشکیل شده است. در نتیجه، نام چینی خود دبران 毕宿五 (Bì Xiù wǔ)، «ستاره پنجم شبکه» است.[۶۰]
در زبان هاوایی، این ستاره Kapuahi نام دارد.

### در فرهنگ امروزی

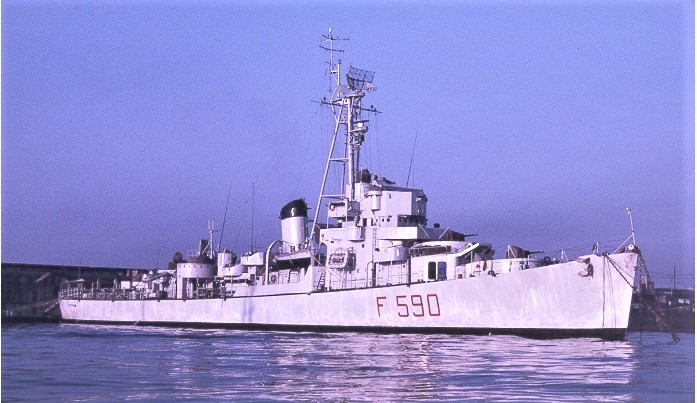
ناوچه ایتالیایی الدبران.

این ستاره به عنوان درخشان‌ترین ستاره در یک صورت فلکی منطقةالبروجی، در طالع‌بینی اهمیت زیادی دارد.
نام دبران یا آلفا ثور بارها مورد استفاده قرار گرفته است، از جمله:
- صخره دبران در قطب جنوب
- کشتی فروشگاه نیروی دریایی ایالات متحده USS Aldebaran (AF-10) و ناوچه ایتالیایی Aldebaran (F 590)
- موشک پرتاب ماهواره کوچک پیشنهادی Aldebaran
- شرکت فرانسوی Aldebaran Robotics
- برند مد AlphaTauri
- تیم فرمول یک اسکودریا آلفاتاوری، که از سال ۲۰۲۰ تا ۲۰۲۳ فعال بود و قبلاً با نام تورو روسو شناخته می‌شد.
- یکی از اسب‌های مسابقه ارابه متعلق به شیخ ایلدریم در فیلم بن هور (۱۹۵۹)

این ستاره همچنین در آثار داستانی مانند «به دور از مردم شوریده» (۱۸۷۴) و «آس و پاس‌ها در پاریس و لندن» (۱۹۳۳) ظاهر می‌شود. این ستاره اغلب در داستان‌های علمی-تخیلی دیده می‌شود، از جمله مجموعه Lensman (1948-1954) و Fallen Dragon (2001).
دبران به‌طور منظم در نظریه‌های توطئه به عنوان یکی از خاستگاه‌های موجودات فرازمینی، که اغلب با بشقاب پرنده‌های نازی مرتبط است، مطرح می‌شود. یک مثال شناخته شده، اکسل استول، نظریه‌پرداز توطئه آلمانی است که این ستاره را خانه نژاد آریایی و هدف سفرهای ورماخت می‌دانست.
کاوشگر فضایی پایونیر ۱۰ دیگر نیرو نمی‌گیرد یا با زمین در تماس نیست، اما مسیر آن در جهت کلی دبران است. انتظار می‌رود که در حدود دو میلیون سال دیگر به نزدیک‌ترین فاصله خود از این ستاره برسد.
کارل اوئر فون ولسباخ، شیمیدان اتریشی، نام aldebaranium (نماد شیمیایی Ad) را برای یک عنصر خاکی کمیاب که او (در میان دیگران) یافته بود، پیشنهاد کرد. امروزه به آن ایتربیم (Yb) می‌گویند.